# Zygothrica spinathigma
Zygothrica spinathigma är en tvåvingeart som beskrevs av David Grimaldi 1987. Zygothrica spinathigma ingår i släktet Zygothrica och familjen daggflugor.
Artens utbredningsområde är Guyana. Inga underarter finns listade i Catalogue of Life.